# Möbelwagenmeter
Der Begriff  Möbelwagenmeter (MWM) (Kurzform: Lademeter) wurde bis etwa 1998 im deutschen Umzugsgewerbe verwendet und beschreibt eine Volumeneinheit von 5 Kubikmeter (1 MWM = 5 m³).
Mit der Transportrechtsreform zum 1. Juni 1998 wurde die Einheit „Möbelwagenmeter“ nicht mehr fortgeführt. Noch heute gibt es vereinzelt Umzugsspediteure, die das Volumen eines Haushaltes in Möbelwagenmetern  angeben. So sind beispielsweise 35 Kubikmeter (das durchschnittliche Ladevolumen eines 7,5-Tonnen-Lastkraftwagen(Lkw)) umgerechnet 7 MWM.